# Něman R-10
R-10 (ChAI-5) byl sovětský civilní a posléze i vojenský průzkumný a bombardovací dolnoplošník užívaný ve druhé světové válce.

## Vývoj
První prototyp ChAI-5 vzlétl roku 1936 poháněný motorem Wright Cyclone a ukázalo se, že se jedná o letoun dobře ovladatelný s dobrou manévrovatelností. Proto si ho Rudá armáda objednala jako průzkumný stroj pod označením R-10 (razvědčik). Sériové stroje produkované od jara 1937 měly zabudovaný sovětský motor Švecov M-25V o výkonu 530 kW, od 10. série s dvoulistou kovovou stavitelnou vrtulí VIŠ-6. Roku 1938 byl jeho konstruktér zatčen NKVD za údajnou sabotáž a špionáž a v zinscenovaném procesu odsouzen na 15 let vězení (roku 1941 byl propuštěn). Po zatčení Iosifa Němana pokračovaly dále práce na nové variantě ChAI-5bis s výkonnějším motorem M-25E, který dosahoval rychlosti 425 km/h.

## Nasazení
Letouny se zúčastnily bojů s Japonskem, v Zimní válce s Finskem, přepadení Polska i bojů na východní frontě po roce 1941. Byly užívány k průzkumným účelům, osvědčily se i jako noční bombardéry.

## Specifikace

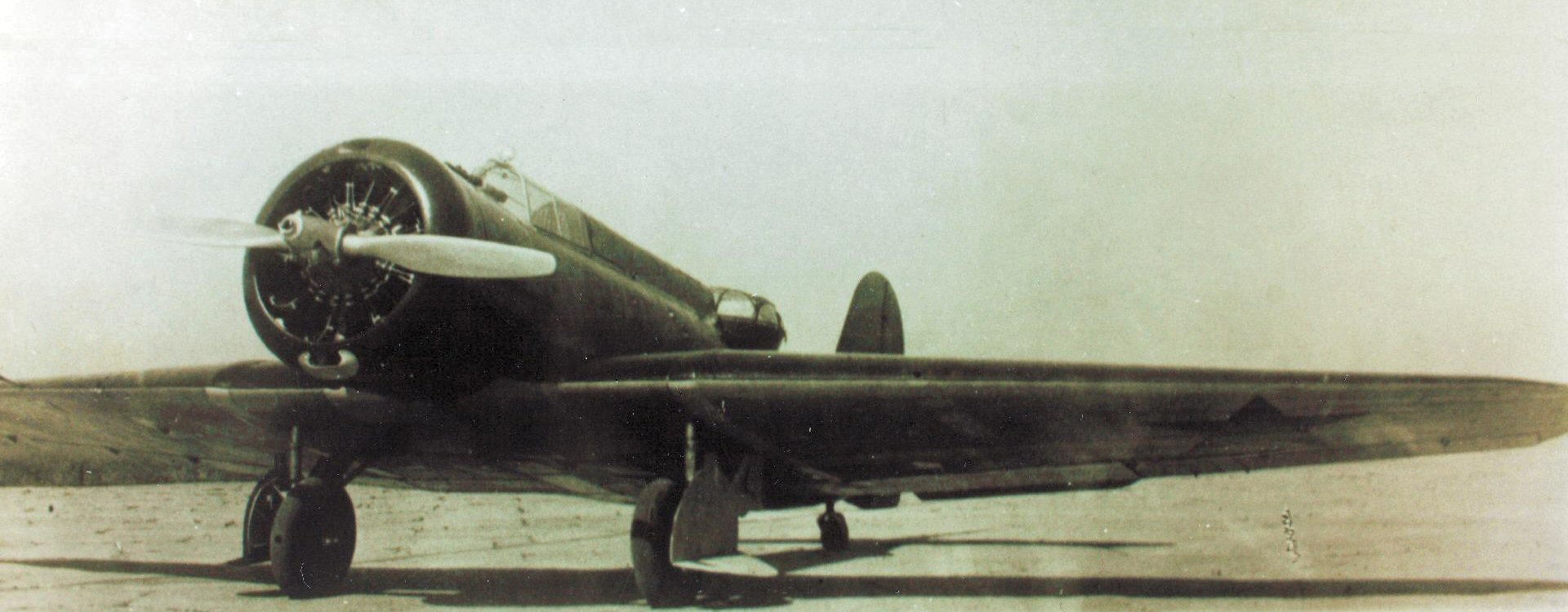
ChAI5

### Technické údaje
- Osádka: 2
- Rozpětí: 12,20 m
- Délka: 9,40 m
- Výška: 3,80 m
- Plocha křídel: 26,8 m²
- Hmotnost: 2197 kg
- Vzletová hmotnost: 2877 kg
- Pohonná jednotka: 1 × hvězdicový motor Švecov M-25

### Výkony
- Maximální rychlost: 388 km/h, později 425 km/h
- Stoupavost: 6,9 m/s
- Dostup: 6700 m
- Dolet: 1300 km

### Výzbroj
- 2 × synchronizovaný kulomet ŠKAS ráže 7,62 mm
- 1 × pohyblivý kulomet ŠKAS 7,62 mm
- max. 300 kg pum